# Initiative pays pauvres très endettés

Les 39 États du programme PPTE en 2012.
Pays susceptibles de recevoir un allègement complet de dettes.
Pays susceptibles de recevoir un allègement partiel de dettes.
Pays éligibles pour l'aide mais ne satisfaisant aux conditions.

L'initiative pays pauvres très endettés (PPTE, HIPC Heavily Indebted Poor Countries en anglais), est une initiative qui vise à assister les pays les plus pauvres du monde en rendant leurs dettes internationales « soutenables ».
Ce programme fut lancé par l'action conjointe du Fonds monétaire international (FMI) et de la Banque mondiale en 1996 pour maintenir la dette à un niveau gérable et soutenable. Il a subi une révision et une réforme en 1999 (Initiative PPTE renforcée). La réduction de la dette est normalement fonction des efforts dans la lutte contre la pauvreté des pays concernés.
Le programme PPTE concerne 42 pays en septembre 2006, dont les trois quarts sont situés en Afrique subsaharienne (40 pays fin août 2006).

## Critères d'éligibilité
Pour qu'un pays soit éligible à l'initiative PPTE et PPTE renforcée, il doit respecter quatre critères:
- n'être éligible qu'à une assistance concessionnelle de la part du FMI et de la Banque mondiale (« IDA-only »),
- faire face à un niveau d'endettement insoutenable ;
- avoir parfaitement mis en œuvre des réformes et de saines politiques économiques dans le cadre de programmes soutenus par le FMI et la Banque mondiale ;
- avoir formulé un document de stratégie pour la réduction de la pauvreté (DSRP).

## Début d'application du programme
Les 24 et 25 septembre 2005, 184 États membres de la Banque mondiale et du Fonds monétaire international se sont retrouvés à Washington pour leur réunion annuelle. Au terme de cette rencontre, le président de cette institution, Paul Wolfowitz, a annoncé que la proposition du G8 visant à annuler la dette des pays les plus pauvres était approuvée. 
18 pays seront tout d'abord concernés pour une dette évaluée à 40 milliards de dollars; 20 autres États représentant une dette de 17 milliards devraient en bénéficier s'ils s'engagent à répondre à toutes les conditions du PPTE (appelées points d'achèvement).
Les sommes dégagées devront être consacrées à la santé, à l’éducation et à la réduction de la pauvreté. 70 % de ces sommes sont dues à la Banque mondiale et le reste au FMI et à Banque africaine de développement (BAD). 
La dette de ces 38 pays se chiffre à près de 57 milliards de dollars US.
Le coût total en septembre 2006 de l'aide apportée aux 29 pays qui ont atteint le point de décision et aux 13 pays pouvant être admis à bénéficier d'un allègement de dette au titre de l'initiative renforcée en faveur des pays pauvres très endettés est estimé à environ 64 milliards de dollars (en valeur actualisée nette à la fin de 2005). 

## Liste des pays concernés en 2024
| \| Bénin Burkina Faso Burundi Cameroun République centrafricaine République du Congo République démocratique du Congo Comores Côte d'Ivoire Éthiopie \| Gambie Ghana Guinée Guinée-Bissau Guyana Liberia Madagascar Malawi Mali Mauritanie \| Mozambique Niger Ouganda Rwanda Sao Tomé-et-Principe Sénégal Sierra Leone Tanzanie Togo Zambie \| |                                                                                    |                                                                                                |
| Pays en phase intérimaire (entre les points de décision et d’achèvement) |                                                                                    |                                                                                                |
| Tchad |                                                                                    |                                                                                                |
| Pays n’ayant pas atteint le point de décision |                                                                                    |                                                                                                |
| Érythrée Somalie Soudan |                                                                                    |                                                                                                |
| Bénin Burkina Faso Burundi Cameroun République centrafricaine République du Congo République démocratique du Congo Comores Côte d'Ivoire Éthiopie | Gambie Ghana Guinée Guinée-Bissau Guyana Liberia Madagascar Malawi Mali Mauritanie | Mozambique Niger Ouganda Rwanda Sao Tomé-et-Principe Sénégal Sierra Leone Tanzanie Togo Zambie |

## Limites de ce programme
Ce programme, pour certains, répond à une logique contre-productive car, pour qu'un pays fasse partie du programme, il faut qu'il soit listé parmi les pays les plus endettés, ce qui a pour conséquence que les pays fournissant de grands efforts pour effacer leurs dettes se trouvent écartés du programme, alors que les pays laxistes économiquement pourront faire partie du programme. 
Avant d'arriver au point de décision, le gouvernement doit appliquer pendant trois années le document de stratégie pour la réduction de la pauvreté (DSRP). Ce document stratégique, malgré sa négociation entre le gouvernement et la société civile, se révèle agir comme les politiques d'ajustement structurel. Dans l'une de ses publications, la CNUCED concède « qu'un examen détaillé des mesures macroéconomiques et d’ajustement structurel figurant dans les DSRP permet de constater qu’il n’y a pas de remise en cause fondamentale des conseils formulés dans le cadre de ce que l’on appelle le consensus de Washington. » Par exemple, en 1998, l'éligibilité de la Côte-Ivoire au programme PPTE fut conditionnée par la libéralisation complète du secteur du café pour l'année de récolte 1998-99. Or, et c'est une limite importante, les gouvernements des pays faiblement industrialisés - la situation est différente pour les économies plus industrialisées - ne parviennent pas à recouvrer par d'autres impôts l'intégralité de la perte de revenus causée par la baisse ou la suppression des droits de douane consécutive à une libéralisation du commerce (30 cents au maximum de recouvrement par dollar de perte). La conséquence de la mise en œuvre de ces politiques est donc, pour les pays très pauvres concernés par le programme PPTE, une perte budgétaire sèche pour l'État, ce qui peut risquer d'aggraver encore davantage les problèmes budgétaires structurels de celui-ci alors que le programme était censé lui venir en aide.
D'autre part, la concertation obligatoire entre le gouvernement et la société civile ne veut pas dire qu'elle se déroule dans de bonnes conditions. Ainsi, en 2002, le PNUD révèle que les négociations du DSRP du Burkina Faso entre les donateurs et les organisations de la société civile n'ont duré qu'une heure et demie. 
La dette cumulée des pays du programme PPTE ne représente que 10 % de la dette des pays en développement et 80 % de la population pauvre vit dans douze pays (Inde, Chine, Brésil, Nigeria, Indonésie, Philippines, Éthiopie, Pakistan, Mexique, Kenya, Pérou et Népal), et seuls l'Éthiopie et le Kenya font partie du programme (à noter que les États cités, dont une partie font partie des grandes puissances économiques, n'ont pas demandé à participer à ce programme).[réf. nécessaire]